# 386 aC
El 386 aC va ser un any del calendari romà prejulià. Durant la República Romana i l'Imperi, era conegut com a any del tribunat de Camil, Maluginense, Fidenat, Cincinnat, Pulvil i Publícola (o, més rarament, any 368 ab urbe condita o de la fundació de Roma). L'ús del nom «386 aC» per referir-se a aquest any es remunta a l'alta edat mitjana, quan el sistema Anno Domini va ser el mètode de numeració dels anys més comú a Europa.

## Esdeveniments

### Antiga Grècia
- Esparta i Atenes accepten un acord general de pau imposat per Pèrsia el 387 aC, i signen un tractat conegut com la Pau d'Antàlcides. El nom el va rebre de l'ambaixador espartà i instigador d'aquesta pau, Antàlcides, que amb la seva hàbil diplomàcia va beneficiar els interessos d'Esparta.[2]
- La Pau d'Antàlcides reconeix els drets d'Artaxerxes II a Àsia i a la ciutat de Clazòmenes i les seves illes i Xipre, i els drets d'Atenes a les illes d'Esciros, Imbros i Lemnos. Per a Atenes, aquesta pau l'obliga a abandonar gran part dels seus territoris a la Jònia, i les ciutats gregues d'Àsia queden sota els aquemènides.[3]

### Sicília
- Dionisi el Vell estén la influència i els contactes comercials de Siracusa al mar Adriàtic.[4]

### Antiga Roma
- Aquest any són elegits tribuns amb potestat consular: Marc Furi Camil, Servi Corneli Maluginense, Quint Servili Fidenat, Luci Quinti Cincinnat, Luci Horaci Pulvil i Publi Valeri Potit Publícola.[5]
- Marc Furi Camil, elegit altre cop tribú amb poder consular per quarta (o cinquena) vegada, rebutja la dictadura que se li va oferir. Derrota a Àntium els etruscs.[6][7]
- Aquest any es signa un tractat d'aliança entre Massàlia i Roma.[8]
- Els eqües realitzen aquest any (i també l'any següent, el 385 aC) una sèrie d'atacs contra Roma que resulten infructuosos.[9]
- Sàtricum, una ciutat del Latium, és el quarter general dels volscs durant la guerra entre aquest poble i Roma.[10]